# 格奥尔格 (梅克伦堡-施特雷利茨)
格奥尔格·弗里德里希·卡尔·约瑟夫（德語：Georg Friedrich Karl Joseph，1779年8月12日—1860年9月6日），梅克伦堡-施特雷利茨大公，1816年至1860年在位。

## 生平
格奥尔格是梅克伦堡-施特雷利茨公爵世子卡尔（后来的大公卡尔二世）与黑森-达姆施塔特的弗里德里克的第三子，1779年8月12日生于汉诺威。1816年11月6日父亲卡尔二世去世，他继位成为梅克伦堡-施特雷利茨大公。
格奥尔格在位期间的主要政绩是对政府驻地的修缮、人民教育水平的提升、农奴制的废除。1848年革命中，格奥尔格坚决反对任何的自由主义的发展，阻止梅克伦堡-施特雷利茨成为一个现代的立宪制国家。使梅克伦堡倒退成为一个封建制的国家是格奥尔格后十几年的最重要的政策。
格奥尔格于1860年9月6日在大公国首都新施特雷利茨去世，终年81岁。其长子弗里德里希·威廉继承了他的大公之位。

### 格奥尔格时代的梅克伦堡-施特雷利茨首相
- 卡尔·威廉·弗里德里希·大卫·冯·彭茨（Karl Wilhelm Friedrich David von Pentz），任期：1800年－1827年5月18日
- 奥古斯特·奥托·恩斯特·冯·奥尔岑·克洛考男爵（August Otto Ernst Freiherr von Örtzen auf Klokow），任期：1827年5月18日－1836年
- 奥托·路德维希·克里斯蒂安·冯·德维茨·萨尔诺（Otto Ludwig Christian von Dewitz auf Sallnow），任期：1836年－1848年
- 威廉·冯·博恩施托尔夫（Wilhelm von Bernstorff），任期：1850年－1862年

## 婚姻与子女
1817年8月12日，格奥尔格在卡塞尔与黑森-卡塞爾的瑪麗结婚，兩人共有二子二女：
- 长女路易丝（Luise，1818年5月31日－1842年2月1日），终生未婚。
- 长子腓特烈·威廉（Friedrich Wilhelm，1819年10月17日－1904年5月30日），格奥尔格的继承人，1860年起为梅克伦堡-施特雷利茨大公。
- 次女卡羅琳·夏洛特·玛麗安妮（Karoline Charlotte Marianne，1821年1月10日－1876年6月1日），1841年与丹麦的弗雷德里克王子（日後的弗雷德里克七世）结婚，1846年离婚，无嗣。
- 次子格奧爾格·奧古斯特（Georg August，1824年1月11日－1876年6月20日），1851年与俄罗斯女大公叶卡捷琳娜·米哈依洛芙娜（俄羅斯沙皇保罗一世的孙女）结婚，有三子二女。婚后格奥尔格与家人一直居住在俄国。他是梅克伦堡-卡尔罗系的祖先。